# Lonely Runs Both Ways
Lonely Runs Both Ways – album Alison Krauss and Union Station. Wydawnictwo ukazało się 23 listopada 2004 roku nakładem wytwórni muzycznej Rounder Records. Płyta dotarła do 29. miejsca listy Billboard 200 w Stanach Zjednoczonych, gdzie uzyskała status złotej. Produkcja uplasowała się ponadto na 126. miejscu brytyjskiej listy przebojów.

## Lista utworów
Opracowano na podstawie materiału źródłowego.
1. "Gravity" – 3:36 (Robert Lee Castleman)
2. "Restless" – 2:51 (Castleman)
3. "Rain Please Go Away" – 2:29 (Del McCoury)
4. "Goodbye Is All We Have" – 3:53 (Sarah Siskind)
5. "Unionhouse Branch" – 2:56 (Jerry Douglas)
6. "Wouldn't Be So Bad" – 3:11 (David Rawlings, Gillian Welch)
7. "Pastures of Plenty" – 3:45 (Woody Guthrie)
8. "Crazy As Me" – 3:14 (Castleman)
9. "Borderline" – 3:26 (Sidney Cox, Suzanne Cox)
10. "My Poor Old Heart" – 3:08 (Donna Hughes)
11. "This Sad Song" – 2:21 (Alison Brown, Alison Krauss)
12. "Doesn't Have to Be This Way" – 3:34 (Castleman)
13. "I Don't Have to Live This Way" – 2:04 (Ron Block)
14. "If I Didn't Know Any Better" – 3:48 (John Scott Sherrill, Mindy Smith)
15. "A Living Prayer" – 3:35 (Block)